# End of the World – Gefahr aus dem All
End of the World – Gefahr aus dem All (Originaltitel End of the World) ist ein US-amerikanischer Katastrophenfilm aus dem Jahr 2018 von Maximilian Elfeldt. Produziert wurde der Film von The Asylum.

## Handlung
Geophysikerin Meredith Fisher beobachtet Sonnenstürme, die die Erde bedrohen. Ein Sonnensturm löst nur wenig später einen Vulkanausbruch aus, an deren Folgen ein Polizist und vier junge Erwachsene sterben. Dennoch werden ihre Warnungen allerdings von ihren Kollegen in der Wissenschaftsabteilung ignoriert. Daher bespricht sie sich mit ihrer Familie, dass man im schlimmsten Fall in den Bunkern am Fuße des Mount Whitney Zuflucht findet.  Als weitere schwere Sonneneruptionen die Erde erreichen, entsteht ein schweres Erdbeben an der Westküste, das einen Tsunami auslöst, der die dortige Stadt vernichtet.
Für eine Evakuierung der dortigen Bevölkerung ist es nun allerdings viel zu spät. Meredith, die während des Unglücks in der Stadt war, versucht, wenigstens die Leben ihres Mannes Sullivan und der gemeinsamen Kinder, Kirby und Sarah, zu retten. Getrennt vom Rest ihrer Familie fährt sie zum Haus der Familie, wo sie ihren Sohn noch rechtzeitig findet. Sullivan kann währenddessen seine Tochter, die bei einer Freundin war, lebend unter Trümmern bergen. Vater und Tochter, die nach der Zerstörung des Autos zu Fuß gehen müssen und Mutter und Sohn wollen nun die Bunker erreichen. 
Auf dem Weg von Sullivan und Sarah hat sich derweil ein reißender Fluss gebildet, den sie nur mit Glück überqueren können. Meredith und Kirby sammeln währenddessen zwei Zivilisten, Vera und Walter, ein und fahren in die in der Nähe befindlichen Militärbasis. Während eines Gewitters rettet Walter Kirby das Leben, kommt dabei aber selber um.
Sullivan und Sarah haben einen Funkturm erreicht und wollen Kontakt mit der Militärbasis herstellen, wo Sullivan einst gedient hatte. Nachdem Vera aufgrund ihrer Kindheit Morsezeichen versteht und daher den Funkruf Sullivans versteht, entpuppt sich Kirby als geübter Helikopterpilot und rettet mit Mutters Hilfe Sullivan und Sarah von einem brennenden Hochhaus.
Sie erreichen schließlich die Berge, wo sie Zuflucht finden und abwarten, bis die Sonnenstürme aufhören. Am Ende sieht man die Familie vereint auf die zerstörte Stadt blickend.

## Hintergrund
Gedreht wurde in und bei Los Angeles und Riverside in Kalifornien, sowie am Mount Whitney. In den USA erschien er am 20. November 2018, in Deutschland startete er am 25. Januar 2019 in den Videoverleih. Am 25. Oktober 2019 erfuhr der Film auf Tele 5 seine deutsche Free-TV-Premiere.

## Rezeption
„Mit penetranter Einfallslosigkeit voranschreitender Trash-Katastrophenfilm, der sämtliche Klischees des Genres bedient. Miserabel in Spezialeffekten und Darstellung, gelingen ihm allenfalls Momente unfreiwilligen Humors.“

„Müder Schrott, aber nicht das Ende der Welt.“

Cinema zerreißt den Film in allen Belangen. Die Handlung wird kritisiert, lediglich wenige „passable Actionszenen“ werden gewürdigt. Die Dialoge werden als „albern[...]“ und die Spezialeffekte als „lachhaft[...]“ bezeichnet.
Ulkar Alakbarova bezeichnet in ihrer Review für Movie Moves Me den Film als „lustigste Film“, den sie in letzter Zeit sah. Allerdings war sie „angenehm überrascht, wie sehr die Schauspieler ihr Bestes zu geben“ versuchen. Final vergibt sie zwei von fünf möglichen Sternen und bemängelt, dass sich der Film für seine eigentliche Größe (Budget, visuelle Effekte) viel zu ernst nehme und dadurch unfreiwillig komisch wirkt.
Im Audience Score, der Zuschauerwertung auf Rotten Tomatoes, hat der Film bei weniger als 50 Abstimmungen eine Wertung von 11 %. In der Internet Movie Database hat der Film bei über 750 Stimmabgaben eine Wertung von 2,7 von 10,0 möglichen Sternen (Stand: April 2024).